# Театр Гатри
Театр Гатри (англ. Guthrie Theater) — театральный центр в Миннеаполисе (США). Основан режиссёром Уильямом Тайроном Гатри.

## История
В 1959 году Тайрон Гатри напечатал в «Нью-Йорк Таймс» небольшую статью, где высказал желание создать репертуарный театр в любом городе, которому будет интересно это предложение. Из семи городов, откликнувшихся на предложение, наибольший интерес проявили «Города-близнецы» (агломерация, в которую входят Миннеаполис и Сент-Пол). Специально для театра было построено здание, спроектированное Ральфом Рэпсоном. Открытие состоялось 7 мая 1963 года спектаклем Гатри по шекспировскому «Гамлету». В первом сезоне в театре играли приглашённые режиссёром известные актрисы Джессика Тэнди и Зои Колдуэлл. Гатри продолжал руководить театром до 1969 года.
7 мая 2006 года в старом здании был сыгран последний спектакль — им тоже был «Гамлет», а 15 июля того же года театр начал работу в новом здании, построенном по проекту французского архитектора Жана Нувеля. Первым представлением в новом здании стала инсценировка романа Фрэнсиса Скотта Фицджеральда «Великий Гэтсби».
За более чем 45-летнюю историю театра в нём были поставлены пьесы таких драматургов, как Софокл, Уильям Шекспир, Мольер, Николай Гоголь, Генрик Ибсен, Антон Чехов, Теннесси Уильямс, Юджин О’Нил, Том Стоппард.